# Faulkogel
Faulkogel är en bergstopp i Österrike. Den ligger i distriktet Sankt Johann im Pongau och förbundslandet Salzburg, i den centrala delen av landet, 250 km väster om huvudstaden Wien. Toppen på Faulkogel är 2 654 meter över havet, eller 543 meter över den omgivande terrängen. Bredden vid basen är 11,3 km.
Terrängen runt Faulkogel är bergig norrut, men söderut är den kuperad. Närmaste större samhälle är Flachau, norr om Faulkogel. 
I omgivningarna runt Faulkogel växer i huvudsak blandskog. Runt Faulkogel är det glesbefolkat, med 20 invånare per kvadratkilometer.